# آون كراسيونيسكو
آون كراسيونيسكو (بالرومانية: Ion Crăciunescu)‏ مواليد 27 سبتمبر 1950 في كرايوفا، هو حكم كرة قدم روماني، أصبح حكماً دُولياً في 1984. بالرغم أنه لم يُحكم في أي بطولة من بطولات كأس العالم أو أمم أوروبا؛ فقد تمًّ اختياره كأحد الحكام الخمسة في بطولة كأس الملك فهد 1995 (التي عُرفت فيما باسم بطولة كأس القارات لكرة القدم). أدار عدداً من المباريات أهمها نهائي دوري أبطال أوروبا 1995. كان رئيس لجنة الحكام الرومانيين في الفترة ما بين 2003 حتى 2005.

## روابط خارجية
- آون كراسيونيسكو على موقع قاعدة بيانات كرة القدم.إي يو (الإنجليزية)
- آون كراسيونيسكو على موقع Soccerway.com (الإنجليزية)
- آون كراسيونيسكو على موقع عالم كرة القدم.نت (الإنجليزية)